# Polla blava americana
La polla blava americana o polla blava de Martinica (Porphyrio martinica) és una espècie d'ocell de la família dels ràl·lids (Rallidae) que habita vores de llacs amb vegetació flotant d'ambdues Amèriques, des de Tennessee i Ohio cap al sud, per Florida i Texas, a través d'ambdues vessants de Mèxic, per Amèrica Central, les Antilles i Amèrica del Sud, per l'oest dels Andes fins al nord de Xile, i per l'est dels Andes fins al nord de l'Argentina.